# Ferdinand von Trauttmansdorff
Franz Ferdinand von Trauttmansdorff-Weinsberg est né à Vienne, le 12 janvier 1749 et mort dans cette même ville le 27 août 1827.
Sous le règne de Joseph II il fut ministre plénipotentiaire des Pays-Bas autrichiens de 1787 à 1789 et chancelier des Pays-Bas autrichiens à Vienne de 1793 à 1794.